# OK Ribnica Kraljevo
Maillots
Le OK Ribnica est un club serbe de volley-ball basé à Kraljevo.

## Palmarès
- Championnat de Serbie
  - Vice-champion : 2007

- Championnat de Serbie de deuxième division
  - Champion : 2019[2]

- Coupe de Serbie
  - Vainqueur : 2021[3]
  - Finaliste : 2008 et 2014

- Supercoupe de Serbie (it)
  - Finaliste : 2014

- Coupe de Yougoslavie
  - Vainqueur : 1978
  - Finaliste : 1979

- Coupe des Balkans (en)
  - Vainqueur : 2010
  - Finaliste : 2011